# Шабака
Шабака — давньоєгипетський фараон з XXV династії, правитель царства Куш.

## Життєпис
Був сином кушитського царя Кашти. Спадкував своєму брату Піанхі. З Шабаки почався ряд суто ефіопських царських імен. Був одружений з дочкою Піанхі.

### Підкорення Єгипту
Зайнявши престол, Шабака оголосив про свої претензії на володіння Єгиптом і висунув свої війська на північ. Захопивши Фіви, поставив на посаду «Дружини бога Амона» свою сестру Аменірдіс, яку, імовірно, тимчасово вигнав звідти Осоркон III. Після цього вона правила там фактично незалежно.
Шабака значно сприяв жерцям і храмам, за що мав підтримку жерців. Шабака завдав нової поразки князям Дельти й Середнього Єгипту, серед яких знайшов союзника — гермопольського царя Немарата. Фараон Нижнього Єгипту Бокхоріс був переможений Шабакою та спалений у власному палаці.
Таким чином, Шабака завершив об'єднання Єгипту й Кушу, розпочате його братом Піанхі, та став повелителем однієї з найбільших держав тогочасного світу, що об'єднала всю долину Нілу. На півночі кордони країни сягали Синаю, а її вплив поширився на Палестину; на півдні кордони, можливо, сягали Сеннару, де знайдено скарабея з іменем Шабаки.

### Стосунки з Ассирією

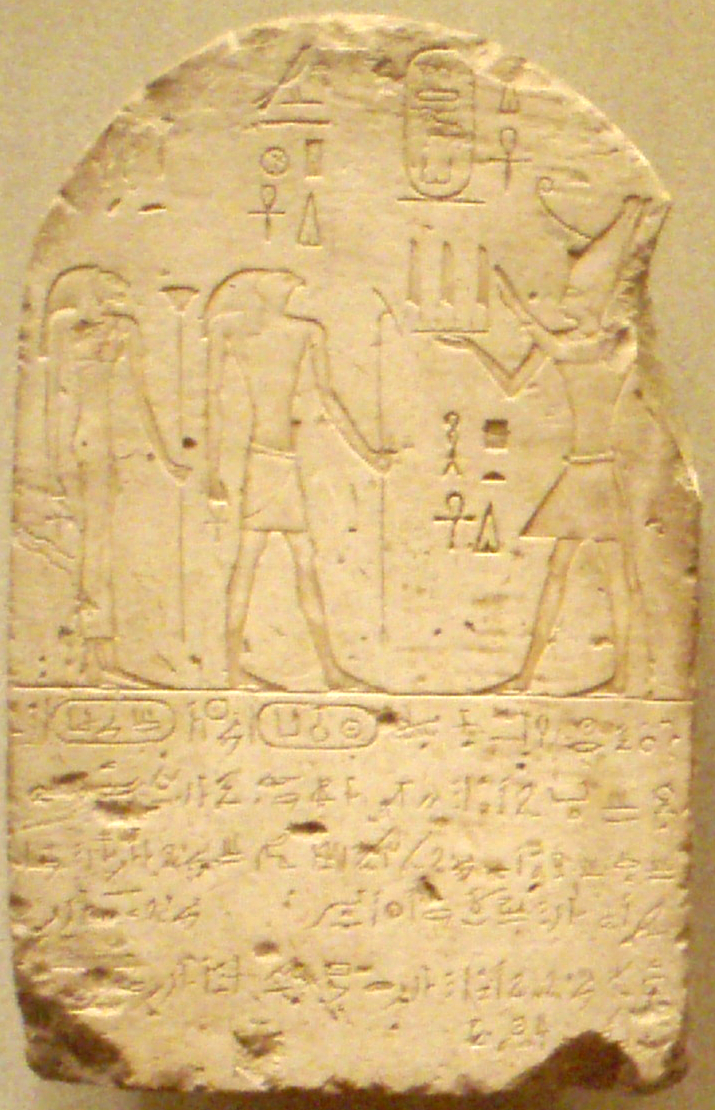
Подарункова стела Шабаки. Музей мистецтва Метрополітен

Лівійські князі Дельти не бажали змиритись і покладали сподівання на ассирійців, що неухильно просувались до єгипетських кордонів. Про стосунки Шабаки з Ассирією відомо мало; дехто вважає, що він ототожнюється зі згадуваним у Біблії Сігором, на якого сподівався повсталий проти Ассирії Осія, і з Сібе, розбитим при Рафії Саргоном II (720 до н. е.). Останній, утім, названий у клинописі туртаном (вище військове звання) і цілком імовірно, що Сібе дійсно був одним з полководців Шабаки.
Коли Саргон II 714 року до н. е. завдав поразки Урарту та розграбував його культовий центр Мусасір, кушитсько-єгипетська держава втратила найпотужнішого з можливих союзників. Шабака прагнув уникнути як надмірних репресій проти своїх нових підданих, так і приводів для агресії ассирійців. 711 року до н. е. він навіть видав ассирійському царю Саргону II царя Ашдода, який утік до Єгипту після розгрому підбуреного ним повстання. Для боротьби з Ассирією Шабака створив коаліцію, до складу якої увійшли Тір, Юдея, Едом, Моав, Аммон, а також сусідні з ними племена бедуїнів. Усвідомлюючи серйозну небезпеку, що походила від безпосередньої близькості Ассирії, Шабака негайно відрядив своїх агентів чинити заколоти серед сирійсько-палестинських держав, обіцяв підтримку ассирійським васалам у разі, якщо вони повстануть проти ассирійського царя. Пам'ятаючи про минуле єгипетське правління та порівнюючи його з важким тягарем ассирійського панування, вони радо приймали емісарів Шабаки. В одній лишень Юдеї пророк Ісая передбачав, що допомога Єгипту була брехнею, а ефіопи були неспроможні зламати могутності Ассирії. І пророк виявився правий. Ассирійський цар, довідавшись про коаліцію, що формувалась проти нього, завдав удару першим. Нещодавні союзники Шабаки одразу ж відмовились від нього та запевнили ассирійців у своїй покірності, чим виблагали собі прощення у повелителя в Ніневії.
Нові походи ассирійських військ до Фінікії та Палестини за царя Сінаххеріба, сина Саргона II, змусили Шабаку відрядити туди і свої війська. При Альтаку (біля Екрона) Сінаххеріб розбив єгипетські війська, що прийшли на допомогу повстанцям Екрона, причому у полон потрапили й сини Шабаки. Єгиптяни втекли, покинувши союзників на напризволяще. Це не завадило Шабаці наказати художникам зобразити себе у традиційній позі єгипетського фараона, що перемагає азійських та африканських князьків. Сінаххеріб зі свого боку усюди оголошував про свої перемоги.
Однак до великої війни справа все ж не доходила, тим більше, що ассирійському царю доводилось придушувати повстання у Вавилоні, Нижній Месопотамії, Еламі. Очевидно, Ассирія й Напата дійшли певної згоди щодо розмежування своїх територій. Під час розкопок палацу Сінаххеріба у Ніневії було знайдено глиняну буллу, яка, безсумнівно, скріплювала договір між Ассирією та Напатою. На буллі збереглись відбитки двох печаток — Сінаххеріба й Шабаки.

### Будівництво
Шабака переймався благоустроєм Єгипту після заворушень: було поправлено канали та греблі, міста отримали захист від повеней. Шабака прикрасив храм у Карнаці, де його ім'я можна бачити на багатьох будівлях, які він відреставрував чи зробив до них якісь прибудови; у Луксорі Шабака реставрував головну браму. Багато Шабака будував у Мемфісі. Одна з мемфіських вулиць ще за Птолемеїв називалась «вулицею Шабаки». Відповідно до свідчень Геродота, щоб знайти руки для роботи, цар, за відсутності полонених, звільняв від страти злочинців та змушував їх працювати.

## Камінь Шабаки

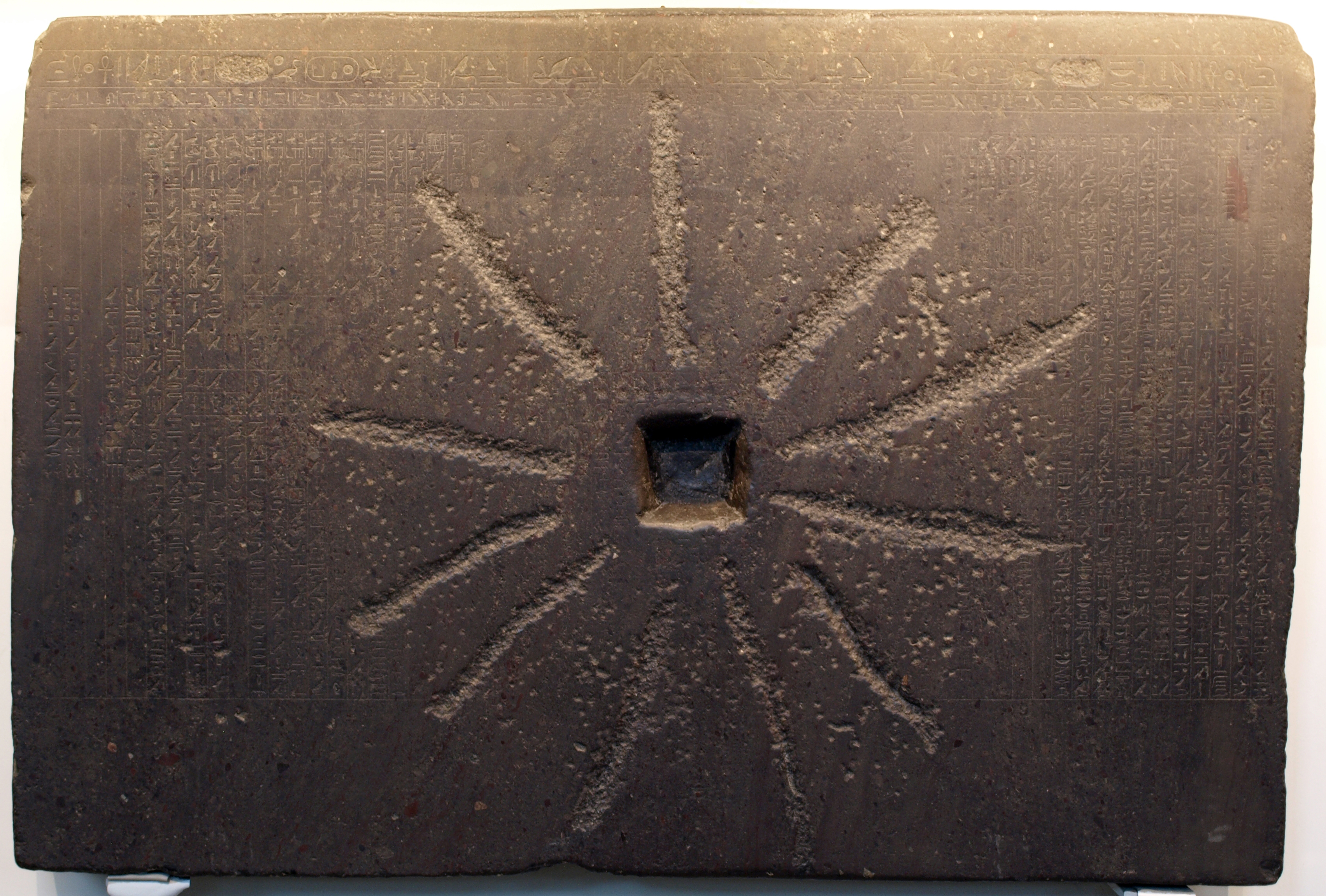
«Камінь Шабаки» — кам'яна плита з чорного граніту (0,66 × 1,37 м), що містить напис на честь бога Пта. Текст сильно пошкоджений, оскільки камінь використовували для помелу зерна. Нині зберігається у Британському музеї (№ 498)

До часів Шабаки належить дуже цікава археологічна пам'ятка, так званий «Камінь Шабаки» чи «Мемфіська теологія». Як творець світу в тексті з Каменю постає мемфіський бог Пта.
Важко сказати, наскільки достовірним є повідомлення про перенесення на «Камінь Шабаки» вихідного більш стародавнього тексту: з одного боку, мова його дійсно дуже архаїчна та сильно нагадує «Тексти пірамід», що є бічним доказом старовинності походження джерела, з іншого — навмисна архаїзація релігійних пам'яток, відтворення у них стилю й мови надзвичайно стародавніх зразків — загальна тенденція середини I тисячоліття до н. е.